# Dalian Futures Square 1
Dalian Futures Plaza 1 (en chino tradicional, 大連期貨廣場 1; en chino simplificado, 大连期货广场 1; pinyin, Dàlián Qīhuò Guǎngchǎng Yī) es un rascacielos de 53 pisos y 243 metros de altura actualmente en construcción en Dalian, China.